# KFGO
KFGO (The Mighty 790 KFGO) ist ein US-amerikanischer Hörfunksender aus Fargo im US-Bundesstaat North Dakota, und Geschäftspartner von CBS. KFGO sendet auf Mittelwelle 790 kHz mit 5 kW.
Der Sender gehört der Midwest Communication Inc.

## Programm
Der frühere State Senator Joel Heitkamp moderiert die Sendung News and Views auf KFGO. Zudem betreibt der Sender eine eigene Wetterredaktion mit eigenen Meteorologen.